# Piron de La Varenne
Dominique Piron zwany Piron de La Varenne (ur. 1755 w okolicach Ancenis, zm. 10 maja 1794 w pobliżu Nantes) – francuski wojskowy; generał wandejskiej armii powstańczej.

## Życiorys
Piron de La Varenne przyszedł na świat w roku 1755 w okolicach Ancenis, miejscowości położonej w departamencie Loara Atlantycka. W roku 1791 wraz z rodziną wyemigrował z Francji i wstąpił do kontrrewolucyjnej, emigracyjnej Armii Książęcej (Armée des Princes). Zaciągnął się do formacji szwoleżerów. Po powrocie do ojczyzny i przyjeździe do Bretanii przyłączył się do Stowarzyszenia Bretańskiego (Association bretonne). W okresie powstania, w marcu 1793, wspólnie z Schetonem stanął na czele buntu górników w Montrelais. Udało mu się zająć gminę Oudon. Po upadku powstania, przyłączył się do wandejskich rojalistów – wkrótce po zwycięskiej dla nich bitwie pod Saumur.
W lipcu Piron de La Varenne wyróżnił się w trakcie bitwy pod Vihiers, pokonując armię republikańską pod wodzą Santerre'a. W dniu 19 września, podczas bitwy pod Coron, po raz kolejny odniósł znakomite zwycięstwo nad tym samym generałem – pomimo wyraźnej przewagi liczebnej przeciwnika. Dzień później (wspólnie z Pierre'em Duhoux de Hauterive)  ponownie pobił republikanów pod Pont-Barré, pomimo dwukrotnej przewagi liczebnej oddziałów wroga. Chociaż oddziały republikańskie w trakcie tych dwóch bitew składały się w znacznej mierze ze szczególnie słabo przygotowanych żołnierzy, to należy zauważyć, że były to jedyne zwycięskie bitwy powstańców wandejskich, podczas których ich szeregi były mniej liczne od sił republikańskich.
W październiku Piron de la Varenne osłaniał odwrót oddziałów wandejskich spod Cholet, gdzie rozegrała się bitwa zakończona ich porażką. Po śmierci znacznej części kadry generalskiej armii rojalistycznej, objął dowodzenie nad dywizją z Andegawenii. Uczestniczył we wszystkich bitwach, stoczonych w ramach operacji wojskowej virée de Galerne – aż do bitwy pod Savenay (23 grudnia 1793), w trakcie której dowodził strażą tylną. Piron przetrwał masakrę, po czym ukrywał się przez kilka miesięcy w tzw. kraju nantejskim w Bretanii.
W dniu 10 maja 1794 Piron wsiadł na pokład niewielkiego statku i próbował przepłynąć Loarę, by po kryjomu powrócić do Wandei. Jego łódź została jednak z zaskoczenia zaatakowana przez republikańską kanonierkę, która ruszyła w pościg za Pironem. Statek Pirona de La Varenne został zatrzymany, a on sam zginął wskutek postrzału z karabinu.